# Lasioglossum ranacum
Lasioglossum ranacum är en biart som först beskrevs av Gregory B. Pauly 1980.  Lasioglossum ranacum ingår i släktet smalbin, och familjen vägbin. Inga underarter finns listade i Catalogue of Life.